# 艾丽斯·汉密尔顿
艾丽斯·汉密尔顿（英語：Alice Hamilton，1869年2月27日—1970年9月22日），是美国工业医学领域先驱、首位在哈佛大学医学院执教的女性。她是毒物学领域的开拓者之一，研究包括职业疾病、工业重金属和化学材料对人体的危害等。

## 生平

### 早年研究
1869年，艾丽斯·汉密尔顿出生于纽约州纽约市，并在印第安纳州韦恩堡度过童年时代。她是家中四位女孩的老二，她们在童年及此后的职业人生中都有密切联系，其中包括古典学者伊迪丝·汉密尔顿。
她父亲不赞成将艾丽斯等送入公立学校，于是她和她的姐妹们都在家里接受教育，之后艾丽斯才进入康涅狄格州弗雷明敦的波特女子高中，然而她对这里的教育理念深表不满。随后，她在韦恩堡学习一年医学，随后考入密歇根大学医学院。
1893年，她在密歇根大学医学院毕业，获医学博士学位，之后在明尼阿波里斯市妇幼医院和波士顿郊区的新英格兰妇幼医院实习。期间对病理学发生了浓厚兴趣，1895年，她决定前往德国慕尼黑、莱比锡学习病理学，然而因为德国对性别、美国的歧视，艾丽斯两年后返回美国，在约翰霍普金斯大学医学院攻读博士后。
1897年，简·亚当斯来到韦恩堡卫理公会教堂发表演说，汉密尔顿听后深受鼓舞，并追随亚当斯到她创建的芝加哥市赫尔社会福利所，担任住院医生，在那里度过了二十二个春秋。她在来到芝加哥市后，担任西北大学女子医学院任教，教授病理学，并改革教纲、增加实习和实验室学习；她成为赫尔馆的成员，并在赫尔社会福利所开设了一所婴儿诊所。这些社会经历使得她对工人面临的问题产生浓厚兴趣，特别是工伤和工业疾病。
1902年，芝加哥面临伤寒病袭击，汉密尔顿通过捕获苍蝇发现伤寒病菌，并将发现公布于众，从而促使舆论要求政府对此作出决策。此外汉密尔顿还发现工业危险包括有钢铁厂工人的一氧化碳中毒、油漆工人的铅毒、堆料场工人的肺炎等等。当时在工业医学（由于特定工作而导致的疾病）领域中，欧洲国家已经陆续对此关注并立法，而美国却仍然没有开始。她在1907年开始呼吁国际学者对美国危险职业的关注，并于1908年发布论文。

### 影响全国
1908年，汉密尔顿被伊利诺伊州州长查尔斯·丹尼恩任命为新成立的伊利诺伊州职业病委员会主任（Occupational Diseases Commission of Illinois），它也是美国首个此类调查机构。在随后的十年中，她带领团队调查本州的工业疾病、撰写调查报道、并向立法机关提出议题。
基于对职业流行病学、工业卫生的研究，她逐渐成为全美工业疾病研究的先驱，她并将自己的科学分析与研究，保障工人身体与完善工作环境。包括调查白铅工厂、油漆工厂的铅中毒情况，促使工厂改用无害的氧化铁和氧化钛。各州立法机关分别制定法律，为患职业病的工人提供补偿费；而一些公司为自保而加入工人保险，工人所受伤害被大大遏制。
1919年，哈佛大学医学院聘任汉密尔顿出任新成立的工业医学系副教授，她也成为哈佛大学首位女教员。《纽约论坛报》将此新闻当做头条发布，声称“女性加入哈佛教员团队——最后的城堡已经崩塌——性别歧视结束的时代到来。”然而，汉密尔顿在哈佛大学仍然饱受歧视，包括禁止参与哈佛社交活动、禁止出席毕业典礼等。
1924年，汉密尔顿应邀访问苏联，了解苏联工业卫生情况，并加入贵格教友会。期间她参观了世界首所职业病专科医院奥布克研究院，并赞叹苏联对于工业医学的管理理念、医学学习中的男女平等。在1924年至1930年期间，她是国际联盟医学委员会唯一的女性会员，期间她仍然致力于反对使用有毒的工业化学材料以保护工人健康，其中包括批评将四乙基铅加入汽油；二硫化碳、硫化氢使用于人造丝；苯溶液使用于陶瓷、印刷业等。

### 晚年
1935年，汉密尔顿从哈佛大学退休，之后担任美国劳工部的医学顾问。哈佛大学授予她荣誉教授称号，并设立艾丽斯·汉密尔顿基金。此后她回到康涅狄格州哈德林姆安享晚年。1947年，她荣获拉斯克奖（美国公共卫生服务奖）。1970年，她在哈德林姆去世，享年101岁。

## 纪念
1973年，由于她在劳工史上无可取代的地位，汉密尔顿被举荐选入美国国家女性名人堂。
1987年2月27日，国家职业安全和健康研究所成立以她命名的“艾丽斯·汉密尔顿职业安全与健康实验室”，并提供每年的“艾丽斯·汉密尔顿奖”去奖励这一领域的优秀研究人才。1995年，基于她对公共卫生的贡献，她被选入美国邮政管理局的“伟大的美国人系列”55美分邮票。2002年，她入选国家化学史里程碑，以表彰她在工业医学发展中所做出的杰出贡献。此外，汉密尔顿也被视为女性环境保护家先驱之一，加州大学旧金山分校的工业与环境医学赞助一个以她命名的年度会议，以回顾她在这些领域的贡献。

## 延伸阅读
- Exploring the Dangerous Trades: The Autobiography of Alice Hamilton, M.D. Northeastern University Press, 1985. ISBN 0-930350-81-2
- Barbara Sicherman; Alice Hamilton. Alice Hamilton: A Life in Letters.  Harvard University Press, 1984. ISBN 0-674-01553-3.  Second publishing- University of Illinois Press, 2003.  ISBN 0-252-07152-2.